# Гиббонс, Джемма
Джемма Гиббонс (англ. Gemma Gibbons; род. 6 января 1987, Лондон) — британская дзюдоистка, олимпийская призёрка (2012).

## Биография
Джемма Гиббонс принимала участие в летних Олимпийских играх 2012 в Лондоне, где выиграла серебряную медаль в категории до 78 кг, уступив в финале американской дзюдоистке Кайле Харрисон.

## Выступления на Олимпиадах
| Олимпиада   | Дисциплина              | Место   |
| ----------- | ----------------------- | ------- |
| Лондон 2012 | дзюдо, женщины до 78 кг | 2 место |